# Viña (Villamarín)
Viña (llamada oficialmente San Román de Viña) es una parroquia del municipio español de Villamarín, en la provincia de Orense, Galicia.

## Organización territorial
La parroquia está formada por una entidad de población:
- Rozadas

## Demografía
| Gráfica de evolución demográfica de Viña entre 2000 y 2023 |
|                                                            |
| Datos según el nomenclátor publicado por el INE.           |